# 滇北藜芦
滇北藜芦（学名：Veratrum stenophyllum var. taronense）为黑藥花科藜芦属下的一个变种。

## 扩展阅读
- 維基物種上的相關：滇北藜芦